# Romanos (Saragosse)
Pour les articles homonymes, voir Saragosse (homonymie).

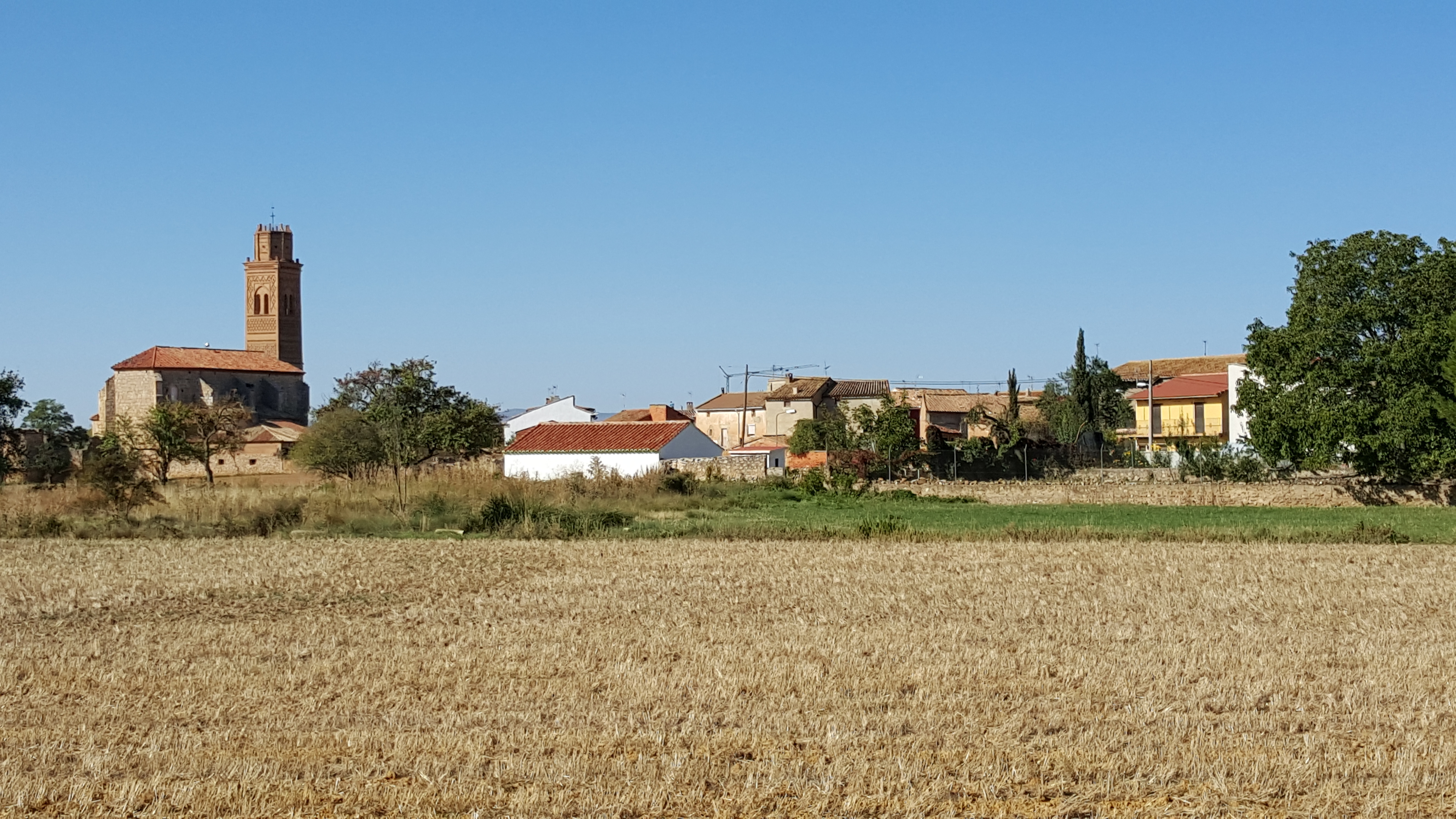

Romanos est une commune d’Espagne, dans la province de Saragosse, communauté autonome d'Aragon comarque de Campo de Daroca.

## Personnalités
La famille paternelle de Marcel Pagnol est d'origine de Romanos. Elle quitte l'Espagne au XVe siècle et s'installe dans le Midi de la France.